# Alaskan Klee Kai
Alaskan Klee Kai är en hundras från USA. Rasen har sitt ursprung i slädhundsrasen siberian husky och avel påbörjades i Alaska under 1970-talet då man systematiskt valde ut de minsta individerna. Rasen är inte erkänd av Fédération Cynologique Internationale (FCI) men den amerikanska kennelklubben American Kennel Club (AKC) registrerar den i sitt preliminära program Foundation Stock Service (FSS).